# 圣亚纳大削堂 (维罗纳)

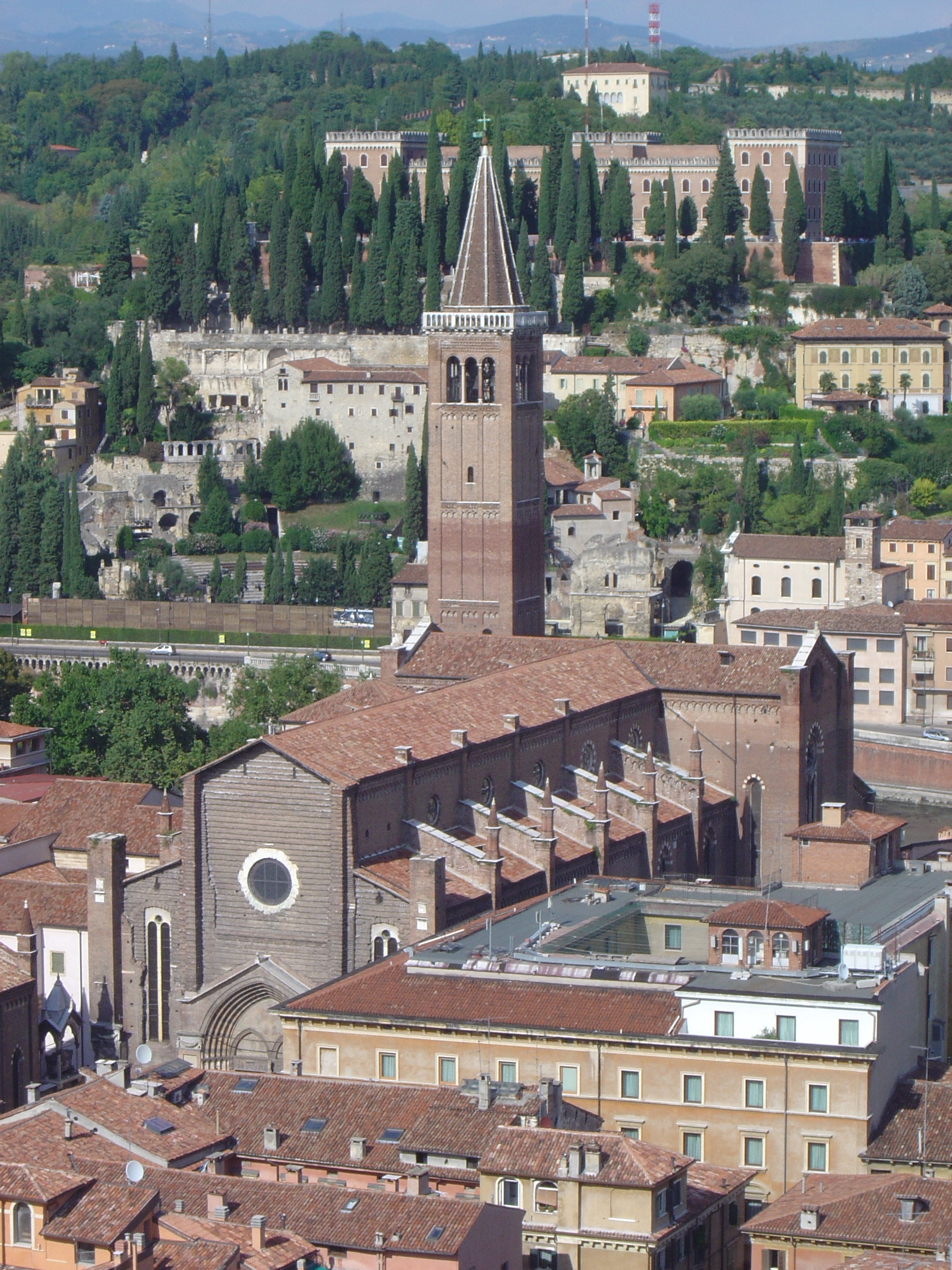
从朗贝尔蒂塔看圣亚纳大削堂.

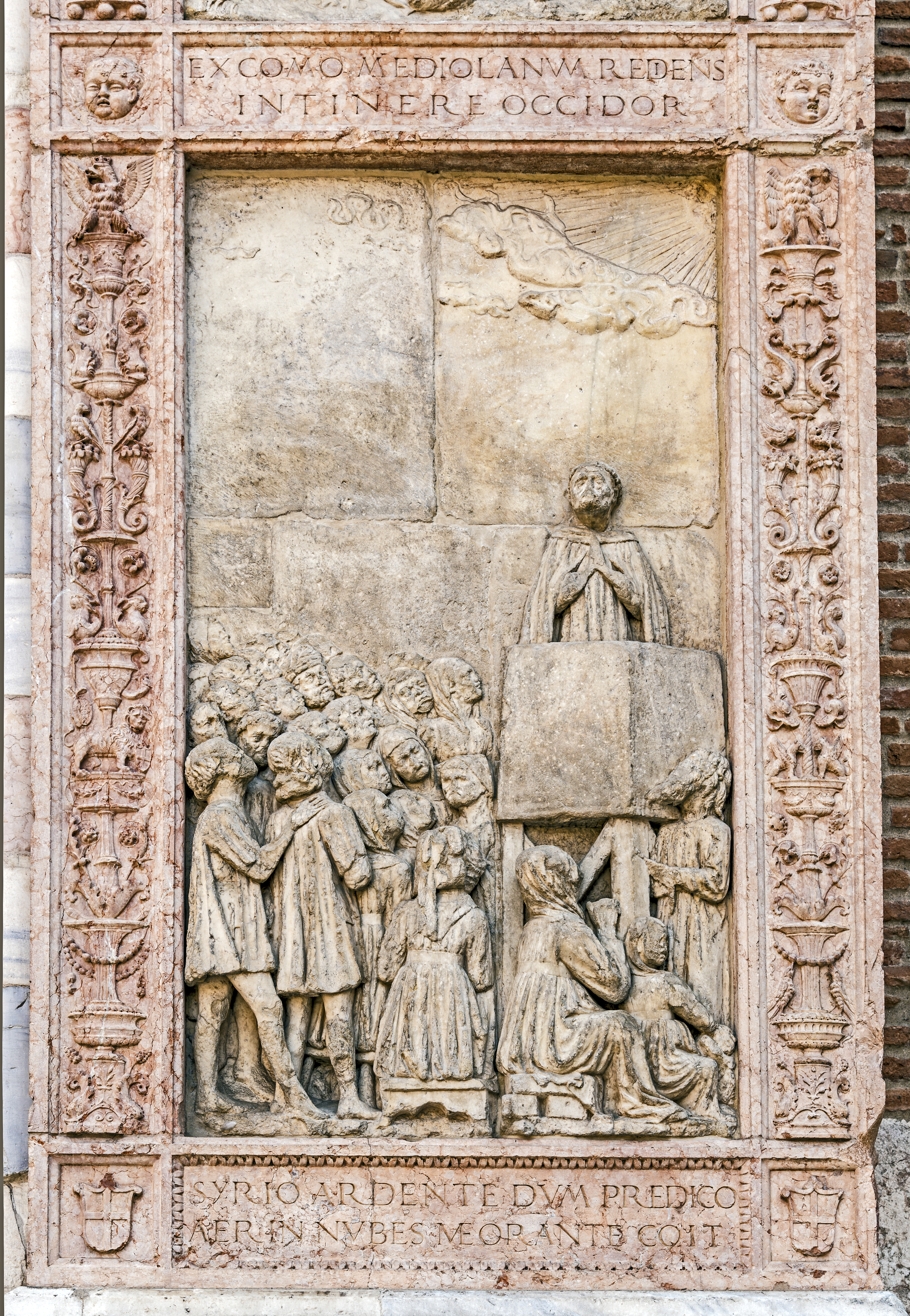
维罗纳的圣伯铎

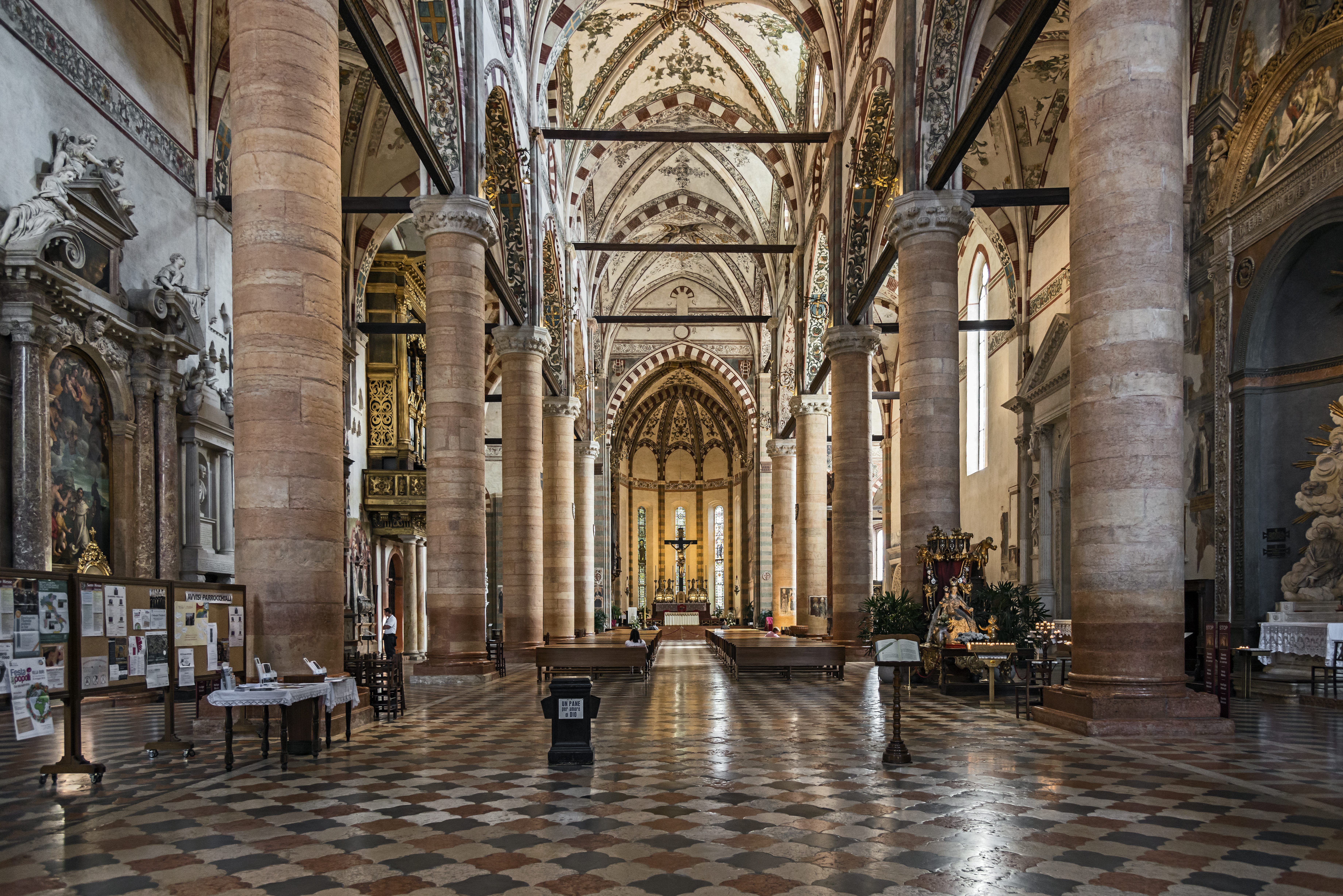
内部

圣亚纳大削堂（Chiesa di Sant'Anastasia）是一座多明我会教堂，文義復興风格，位于意大利北部城市维罗纳最古老的部分，靠近佩雅托桥。

## 历史
目前的教堂始建于1280年，1400年完成，由多明我会神父设计。自1307年起，该堂实际上还供奉殉道者维罗纳的圣伯铎。该堂于1471年祝圣，直到1808年由多明我会管理。
高72米的钟楼在1460年有四口钟，在1650年增加了第五口。
该堂在结构上类似威尼斯的圣若望及保禄大殿。

## 立面
立面分为三个部分，对应内部的中殿和两个走道。立面尚未完成，中心是一个简单的玫瑰窗。
15世纪的大门设有红色，黑色和白色大理石装饰柱。拱门形成三个弦月窗:较大的一个描绘天主圣三，以及两个天使、圣若瑟和圣母。圣父坐在宝座上，膝盖上放着十字架，基督在他的旁边；两个较小的弦月窗描绘主教带领维罗纳人民，以及维罗纳的圣伯铎带领修士，打着多明我会的黑白旗帜。哥特式拱门上装饰着耶稣生平的六个场景：报喜、诞生、三王来朝、前往各各他、受难和复活。门间的柱上刻有浮雕，描绘圣多明我、维罗纳的圣伯铎和圣多默。
门楣上有三尊雕像：中央较大的是威尼斯画派的圣母与圣婴，另外两尊是圣亚纳大削和圣加大利纳。
立面的侧部，对应走道，有巨大的直棂窗，两侧为两个方形钟楼。

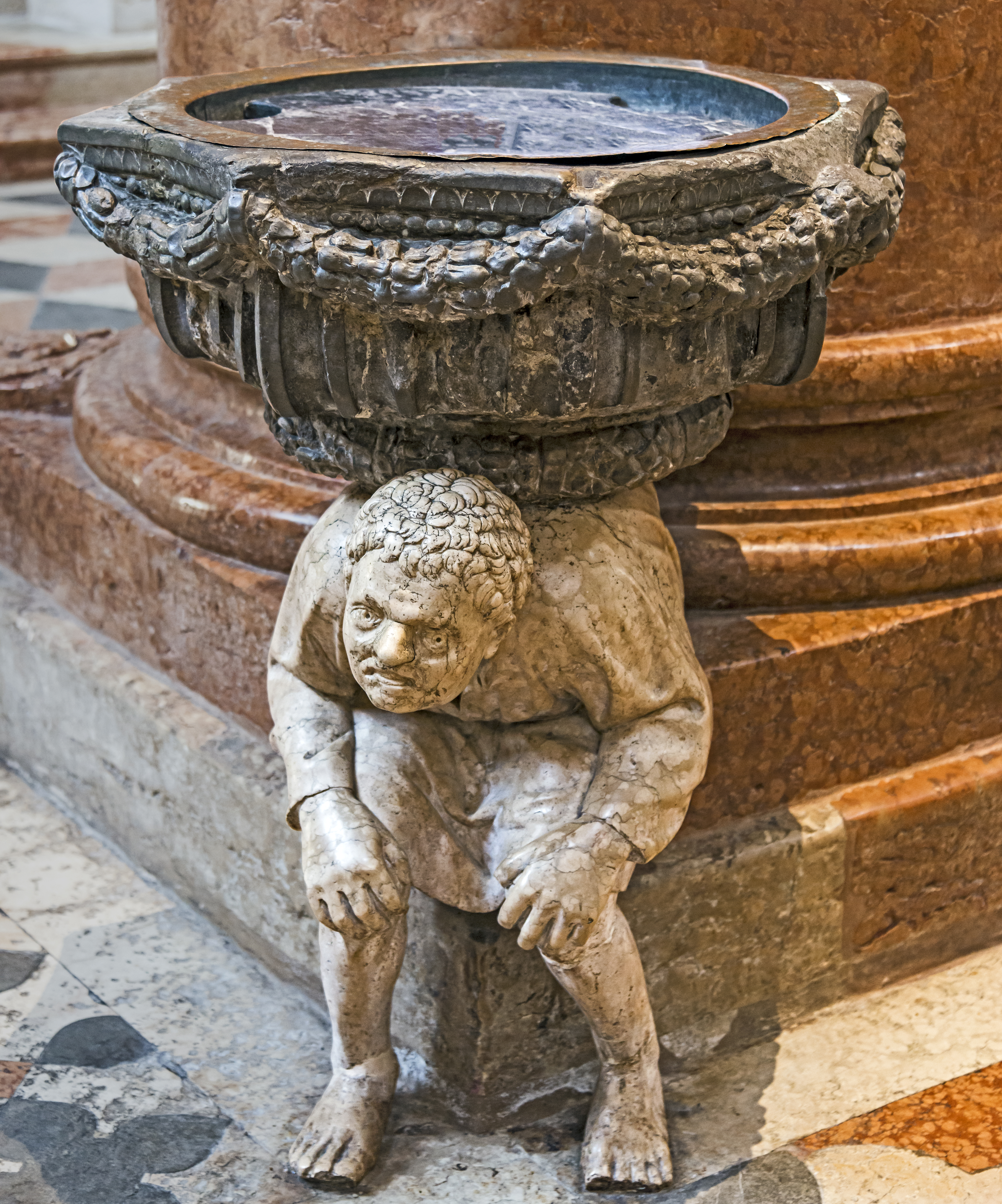
驼背

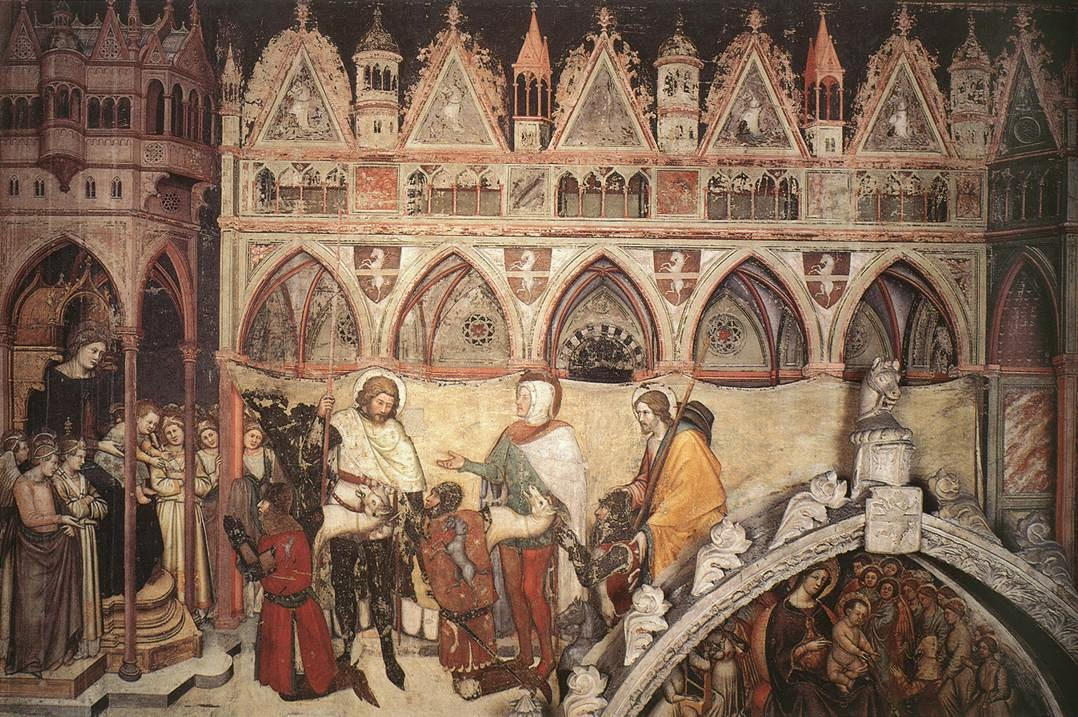
壁画

## 内部
内部为拉丁十字平面，分为中殿和两个走道，由六根白色或红色维罗纳大理石哥特式圆柱分隔。柱前有两个驼背人物，其中之一是保罗·委罗内塞的大儿子。
教堂结束于一个大型的半圆形后殿。